# 이베르 휘펠트급 호위함
이베르 휘펠트급 호위함(Iver Huitfeldt class frigate)은 덴마크 해군의 호위함으로 3척이 운용되고 있다. 최대 56발의 대공미사일을 탑재하고 있으며, SMART-L 레이다로 480km 거리의 적기의 접근을 감지할 수 있으며, APAR 레이다로 150km 거리에서 요격 교전을 수행할 수 있다

## 레이다 제원

### SMART-L
480km 거리의 전투기와 1,000km 거리의 탄도미사일을 탐지할 수 있는 조기경보 레이다로, 수백개의 목표물을 동시추적할 수 있다.

### APAR
150km 거리의 전투기를 탐지할 수 있는 3차원 대공 레이다다.

## 덴마크 해군 전력
| 함급            | 운용수 | 만재배수량 | 탑재 레이다  | 대공 탐지능력 | 대공미사일 전력     |
| --------------- | ------ | ---------- | ------------ | ------------- | ------------------- |
| 이베르 휘펠트급 | 3척    | 6,600t     | SMART-L/APAR | 480km/150km   | SM-2 32발 ESSM 24발 |
| 압살론급        | 2척    | 6,600t     | SMART-S      | 120km         | ESSM 36발           |
| 테티스급        | 4척    | 3,500t     |              |               |                     |

## 같이 보기
- 프리티오프 난센급 호위함
- 오리존테급 호위함
- 덴마크 해군